# Phát hiện chuyển động
Phát hiện chuyển động là quá trình phát hiện sự thay đổi vị trí của vật thể so với môi trường xung quanh hoặc thay đổi môi trường xung quanh một cách tương đối so với vật thể. Phát hiện chuyển động có thể đạt được bằng phương pháp cơ học hoặc điện tử. Khi phát hiện chuyển động được thực hiện bởi các cơ quan sinh học tự nhiện, nó được gọi là nhận thức chuyển động.

## Cách thức phát hiện
Chuyển động có thể được phát hiện bởi:
- Tia Hồng ngoại (cảm biến thụ động và chủ động)
- Quang học (hệ thống camera và video)
- Sóng điện từ (radar, vi sóng và phát hiện chuyển động chụp cắt lớp)
- Sóng âm (micro và cảm biến âm thanh)
- Rung (cảm biến điện ba, địa chấn và quán tính)
- Từ tính (cảm biến từ và từ kế)

### Nhóm phương pháp cơ học
Hình thức cơ bản nhất của phát hiện chuyển động cơ học là ở dạng công tắc hoặc bộ kích hoạt. Ví dụ, các phím của máy đánh chữ sử dụng phương pháp cơ học để phát hiện chuyển động. Mỗi phím là một công tắc thủ công tắt hoặc bật. Mỗi chữ cái xuất hiện là kết quả của chuyển động trên phím chử và đóng một công tắc tương ứng.

### Nhóm phương pháp điện tử
Hai cách thức mà qua đó chuyển động có thể được phát hiện là bằng quang học và sóng âm. Ánh sáng hồng ngoại hoặc công nghệ laser có thể được sử dụng để phát hiện quang học. Các thiết bị phát hiện chuyển động, chẳng hạn như máy dò chuyển động Pir, có một  phát hiện nhiễu trong phổ hồng ngoại. Sau đó kích hoạt báo động hoặc có thể chụp ảnh, quay phim chuyển động thông qua camera.
Các ứng dụng chủ yếu là phát hiện xâm nhập trái phép, tắt mở nguồn sáng tự động, và phát hiện chuyển động để kích hoạt ghi hình các sự kiện tiếp theo.
Một thuật toán đơn giản để phát hiện chuyển động bởi  máy ảnh cố định là so sánh hình ảnh hiện tại với hình ảnh tham chiếu và chỉ cần đếm số lượng pixel khác nhau. Vì hình ảnh sẽ tự nhiên khác nhau do các yếu tố như ánh sáng, độ nhấp nháy camera và dòng tối CCD, xử lý thô trước sẽ rất hữu ích để giảm số lượng báo động giả.
Các thuật toán phức tạp hơn sẽ có thể phát hiện chuyển động khi máy ảnh tự di chuyển hoặc khi chuyển động của một đối tượng cụ thể phải được phát hiện trong môi trường có nhiều chuyển động khác có thể bị bỏ qua.Ví dụ như một bức tranh được bao quanh bởi du khách trong một phòng trưng bày nghệ thuật. Đối với trường hợp máy ảnh chuyển động, các mô hình toán dựa trên dòng quang được sử dụng để phân biệt sự dịch chuyển của hình nền và sự dịch chuyển của các đối tượng độc lập.

## Thiết bị
Máy dò chuyển động là một thiết bị phát hiện các vật thể chuyển động, đặc biệt là con người. Một thiết bị như vậy thường được tích hợp như một thành phần của hệ thống tự động thực hiện một tác vụ hoặc cảnh báo người dùng chuyển động trong một khu vực. Một cảm biến chiếm chỗ phát hiện sự hiện diện của một thực thể trong một không gian nhất định.
Bộ điều khiển chuyển động cũng được sử dụng cho các máy chơi game video như là một thiết bị điều khiển. Một máy ảnh cũng có thể dùng chuyển động của cơ thể như một kênh thông tin đầu vào, chẳng hạn như trong hệ thống Kinect.